# برايان كوناشر
برايان كوناشر هو لاعب هوكي جليد كندي، ولد في 31 أغسطس 1941 في تورونتو في كندا.

## وصلات خارجية
- برايان كوناشر على موقع دوري الهوكي الوطني (الإنجليزية)
- برايان كوناشر على موقع قاعة مشاهير الهوكي (لاعب أن.إتش.أل) (الإنجليزية)
- برايان كوناشر على موقع EliteProspects.com (الإنجليزية)
- برايان كوناشر على موقع HockeyDB.com (الإنجليزية)
- برايان كوناشر على موقع Hockey-Reference.com (الإنجليزية)
- برايان كوناشر على موقع أوليمبيديا (الإنجليزية)